# Mesophlebion dulitense
Mesophlebion dulitense är en kärrbräkenväxtart som beskrevs av Holtt. Mesophlebion dulitense ingår i släktet Mesophlebion och familjen Thelypteridaceae. Inga underarter finns listade.